# Karim Khan
Pour les articles homonymes, voir Khan (homonymie).
Karim Ahmad Khan, né le 30 mars 1970 à Édimbourg (Écosse), est un avocat britannique et procureur de la Cour pénale internationale (CPI) depuis le 16 juin 2021. 
Spécialiste du droit international pénal et du droit international des droits de l'homme, il est auparavant conseiller juridique (en) au bureau du procureur du Tribunal pénal international pour l'ex-Yougoslavie et du Tribunal pénal international pour le Rwanda entre 1997 et 2000, puis exerce en 2005 auprès du Tribunal spécial pour le Liban. Il est nommé en mai 2018 à la tête de l'équipe d'enquête des Nations unies sur les crimes de l'État islamique (UNITAD (de)) en Irak avec le rang de secrétaire général assistant des Nations unies et enquête sur le génocide des Yézidis en Irak. En mai 2024, Karim Khan introduit auprès du bureau des juges de la chambre préliminaire de la cour pénale internationale une demande de mandat d'arrêt international contre, le premier ministre israélien, Benyamin Netanyahou et son ministre de la défense Yoav Gallant pour crimes de guerre et crime contre l'humanité commis dans la bande de Gaza, ainsi que contre les chefs militaires et politiques du Hamas : Ismail Hanieh, Yahia Senwar et Mohamed al Deif pour l'attaque du 7 octobre 2023. La demande concernant Ismail Hanieh a été depuis l'assassinat de ce dernier à  Téhéran retirée,  et celle de Mohamed al Deif en cours de retrait s'il s'avérait que ce dernier ait trouvé la mort dans un bombardement israélien comme l'a annoncé Benyamin Netanyahou en juillet dernier.

## Biographie

### Enfance et formation
Karim Khan naît à Édimbourg (Écosse) d'un père pakistanais, dermatologue consultant (né dans la province de la Frontière-du-Nord-Ouest, en Inde britannique, aujourd'hui au Pakistan), et d'une mère anglaise, infirmière et sage-femme. Ses parents travaillaient à l'hôpital Pinderfields, à Wakefield (dans le comté du West Yorkshire en Angleterre), et partaient en mission humanitaire chaque année au Pakistan, en Inde ou en Gambie. 
Karim Khan fait partie de la communauté des Ahmadis, des adeptes d'un courant de l'islam dont les membres sont historiquement persécutés au Pakistan. Il est le frère de l'homme politique britannique Imran Ahmad Khan. 
Il est titulaire d'un Bachelor of Laws (LL.B.) du King's College de Londres,.

### Carrière
Il intègre le barreau de Londres en 1992 en tant que barrister,. De 1993 à 1996, il est procureur de la Couronne pour l'Angleterre et le pays de Galles.

#### Au sein des juridictions et organisations internationales
Après avoir été conseiller juridique (en) au bureau du procureur des deux tribunaux pénaux internationaux pour l'ex-Yougoslavie et le Rwanda entre 1997 et 2000,, il travaille au sein de différentes juridictions internationales alternant entre conseil de la défense et représentant des victimes,. Il défend ainsi Charles Taylor devant le Tribunal spécial pour la Sierra Leone, fonction qu'il quitte cependant dès l'ouverture des débats, en l'absence de son client et après un accrochage avec la juge-présidente, Julia Sebutinde, qui lui ordonne de rester,. Au cours du procès Duch devant les Chambres extraordinaires au sein des tribunaux cambodgiens, il officie du côté des parties civiles,. Il exerce aussi auprès du Tribunal spécial pour le Liban.
En 2009, il défend devant le TPIY Florence Hartmann, ancienne porte-parole de Carla Del Ponte, accusée d'outrage au tribunal pour avoir divulgué, dans deux de ses publications, des informations confidentielles issues de la procédure menée contre Slobodan Milošević.  
Il est nommé conseiller de la Reine en 2011.   
Au sein de la Cour pénale internationale, il intervient exclusivement dans les équipes de défense, notamment celles de Saïf al-Islam Kadhafi, fils de l'ancien dirigeant libyen Mouammar Kadhafi, Jean-Pierre Bemba et pour des accusés en lien avec la situation du Darfour. 
À partir de 2018, il dirige une enquête spéciale des Nations unies sur les crimes de l'État islamique,. En mai 2021, il remet un rapport au Conseil de sécurité faisant état d'un génocide perpétré par l'État islamique sur les Yézidis. 

#### Élection au poste de procureur de la CPI
En février 2021, il est élu procureur de la CPI par l'Assemblée des États parties au second tour obtenant 72 voix sur les 62 requises,. Son nom ne figure pas initialement sur la liste restreinte des candidats. Il y aurait été placé, selon The Guardian, sur l'insistance du gouvernement kenyan. Le quotidien ajoute qu'en 2016, le retrait des charges contre William Ruto, dont il était l'avocat, avait été alors décrit comme lié à des ingérences politiques et des pressions sur les témoins, éléments à l'égard desquels Karim Khan explique, au cours de sa campagne, qu'il a fait son possible pour les empêcher. Si son élection ne fait pas consensus contrairement au score de ses prédécesseurs, il dispose du soutien du continent africain, grâce notamment à l'action d'Adama Dieng en amont, zone géographique lui apporte 33 voix. Karim Khan prend ses fonctions le 16 juin 2021 de la même année pour un mandat de 9 ans, succédant à la Gambienne Fatou Bensouda. Il est le troisième procureur de la CPI depuis sa création en 2002. 
Décrit au préalable par le comité d'experts chargé d'évaluer les candidatures comme un bon communicant « charismatique [...] bien conscient de ses succès » mais engagé « en faveur d'une ambiance de travail où le harcèlement est exclu », l'un de défis de son mandat consistera à rénover l'organisation du Bureau du procureur dont les nombreuses pratiques dysfonctionnelles héritées de Luis Moreno Ocampo sont pointées ces dernières années,.

#### Mandat

##### Guerre d'Afghanistan
En septembre 2021, il reprend l'enquête relative aux crimes commis par les Talibans et l'État islamique au Khorassan en Afghanistan qui avait été suspendue au printemps 2020 sur demande du gouvernement de Kaboul, celui-ci s'efforçant de prouver que son système judiciaire était dans la capacité de poursuivre les auteurs des actes. 
En revanche, le procureur décide d'« écarter des priorités » les investigations portant sur les crimes commis par les forces internationales, en particulier américaines, sur le territoire afghan à partir de 2003. 
Il décide également de suspendre l'enquête sur les tortures dans les prisons secrètes de la CIA. Il justifie ce choix par les moyens financiers limités de la CPI.

##### Guerre d'Ukraine
Le 19 mai 2023, le ministère de l’intérieur russe publie une notice de recherche et d'arrestation contre Karim Khan en représailles au mandat d'arrêt international lancé contre Vladimir Poutine.

##### Guerre de Gaza
Le 2 avril 2024, pendant l'enquête sur les crimes de guerre lors de la guerre de Gaza, Khan affirme que l'institution et ses fonctionnaires sont confrontés à des pressions de la part d’Israël, craignant que des mandats d’arrêt soient émis à l'encontre de plusieurs hauts responsables dont potentiellement Benyamin Netanyahou. Le 15 avril, Netanyahou organise une « discussion d’urgence », selon les médias israéliens, pour coordonner une action diplomatique destinée à contrer les éventuels mandats d’arrêt. Fin avril, il interpelle « les leaders du monde libre », les invitant à utiliser « tous les moyens à leur disposition pour mettre fin à cette action dangereuse ». Un groupe de sénateurs américains menace Karim Khan dans une lettre : « Ciblez Israël et nous vous ciblerons. On vous aura prévenu ». Karim Khan était pourtant, lors de sa nomination, considéré comme plutôt pro-israélien. 
Le 20 mai, Karim Khan requiert des mandats d'arrêt pensant que la responsabilité pénale pour crimes de guerre et de crimes contre l'humanité serait engagée contre Netanyahou et son ministre Yoav Gallant pour « affamer délibérément des civils », « homicide intentionnel » et pour « extermination et/ou meurtre », ainsi qu'à l'encontre d'Ismaël Haniyeh, de Mohammed Deïf et de Yahya Sinwar, cadres du Hamas pour des crimes d’« extermination », « viols et violences sexuelles » et « prise d’otages en temps de guerre », également constitutifs de crimes contre l’humanité,. 
Les mandats d'arrêts à l'encontre de Netanyahou, Gallant et Deïf sont confirmés le jeudi 21 novembre 2024. C'est la première fois qu'un procureur de la CPI demande des mandats d'arrêt contre le dirigeant d'un État soutenu par les pays occidentaux.
Le 8 février 2025, Karim Ahmad Khan devient la première personnalité de la CPI à se voir imposer des sanctions économiques et de voyage par le gouvernement américain, à la suite d'un décret signé par le président américain Donald Trump, visant le tribunal pour les crimes de guerre en raison d'enquêtes sur des citoyens américains ou des alliés des États-Unis. Deux piliers de la CPI, Brenda Hollis (en charge des enquêtes sur Vladimir Poutine et Benyamin Netanyahou) et Andrew Cayley (en charge de l’enquête sur le Hamas) démissionnent en raison des menaces de représailles américaines. 

##### Mise en cause pour faute présumée
En avril 2024, au moment où Karim Khan s’apprêtait à requérir des mandats contre des dirigeants d’Israël et du Hamas, il est accusé de «comportement sexuel inapproprié», plus particulièrement d'harcèlement sexuel sur une employé de la CPI. En mai, une première enquête de la CPI est mené, qui est rapidement classé suite au refus de l'employé de témoigner directement dans cette enquête et de porter officiellement plainte. 
En octobre 2024, The Guardian s'appuyant sur différents témoignages accuse Karim Khan d'avoir tenté d'étouffer l'affaire. En novembre 2024, une enquête externe à la CPI est ouverte sur ces accusations de «comportement sexuel inapproprié». 
En mai 2025, dans un article du The Wall Street Journal, l'employée sujette à ces «comportements sexuels inappropriés» et d'harcèlement sexuel, précise ces accusations comme étant plusieurs relations sexuelles forcées. En mai 2025, Karim Khan se met volontairement en congé de ses fonctions à la CPI jusqu’à l’issue d’une enquête ouverte pour « faute présumée » à son encontre, au sujet d’un comportement sexuel inapproprié qu’il est accusé d’avoir eu, ce qu’il nie, à l’égard d’une collaboratrice de la Cour. En août, une enquête de Middle East Eye replace cette plainte dans le contexte de menaces répétées à son encontre et à celle de la Cour internationale, peu avant et après qu’il ait demandé des mandats d’arrestation contre les dirigeants israéliens.